# Tanc Mark IX
El tanc Mark IX va ser un vehicle blindat de combat de la 1a Guerra Mundial, és el primer vehicle de transport blindat de personal (APC) de la història on la fita principal era aquesta.
L'últim tanc Mark IX sobreviu al Museu del Tanc de Bovington.